# Вдовецът (филм, 1959)
„Вдовецът“ (на италиански: Il Vedovo) е италианска комедия от 1959 година на режисьора Дино Ризи с участието на Алберто Сорди, Франка Валери и Ливио Лоренцон.

## Сюжет
Алберто Нарди (Алберто Сорди) е римски бизнесмен, който си е внушил, че е човек с големи възможности, но чиято фабрика за производство на асансьори и ескалатори е постоянно на ръба на фалита. Алберто е женен за богатата и успешна бизнесдама от Милано Елвира Алмираги (Франка Валери), която има негативна нагласа към глупостите на съпруга си и едва толерира опитите му да запази фабриката си платежоспособна с нейните пари. Алберто безуспешно се опитва да се утвърди в кръга на съпругата си и нейните богати приятели, но единственото, което постига, е да му се подиграват. Развеселена от неговите лудории Елвира публично го третира като глупав палячо, убедена, че Алберто никога няма да я напусне докато има надежда да извлече печалба от богатството и.
Един ден влакът, с който Елвира е отпътувала, за да посети възрастната си майка, претърпява ужасен инцидент, падайки от мост и няма данни за оцелели пътници. Алберто е преизпълнен с радост от новината и започва да крои същински планове за бързото ликвидиране на повечето от активите на Елвира. Той отвежда любовницата си в нейната вила и започва да мечтае за светло бъдеще, само за да остане разочарован от неочакваната поява на Елвира. В последната минута един телефонен разговор с неговия собствен счетоводител и момче за всичко Маркиз Стуки (Ливио Лоренцон) е предпазил Елвира от качването в обречения влак.
Разочарован и разгневен, Алберто изпада в нервна криза. Разстроеното му съзнание измисля дяволски план за ликвидирането на Елвира. Той решава да саботира асансьора към тавана на сградата, където живеят с Елвира, за да я убие и да наследи богатството и. С помощта на германски инженер, който работи в завода на Маркиз Стуки и на чичо си, който също така е и шофьор на Алберто, Нарди пуска плана за убийство в действие, но изходът от него е неочакван и трагикомичен.

## В ролите
| Изпълнител       | Роля                           |
| ---------------- | ------------------------------ |
| Алберто Сорди    | Алберто Нарди                  |
| Франка Валери    | Елвира Алмираги                |
| Ливио Лоренцон   | Маркиз Стуки                   |
| Леонора Руфо     | Джоя                           |
| Нандо Бруно      | чичото на Алберто              |
| Нанда Примавера  | майката на Джоя                |
| Марио Пасанте    | Ламбертони                     |
| Енцо Петито      | Фрицмайер, германският инженер |
| Руджеро Марки    | Фенолио                        |
| Джиджи Редер     | Джиронди                       |
| Енцо Фурлаи      | Джордано                       |
| Анджела Луче     | Маргарита                      |
| Иняцио Леоне     | портиера                       |
| Алберто Рабаляти | певеца                         |